# Banche più antiche

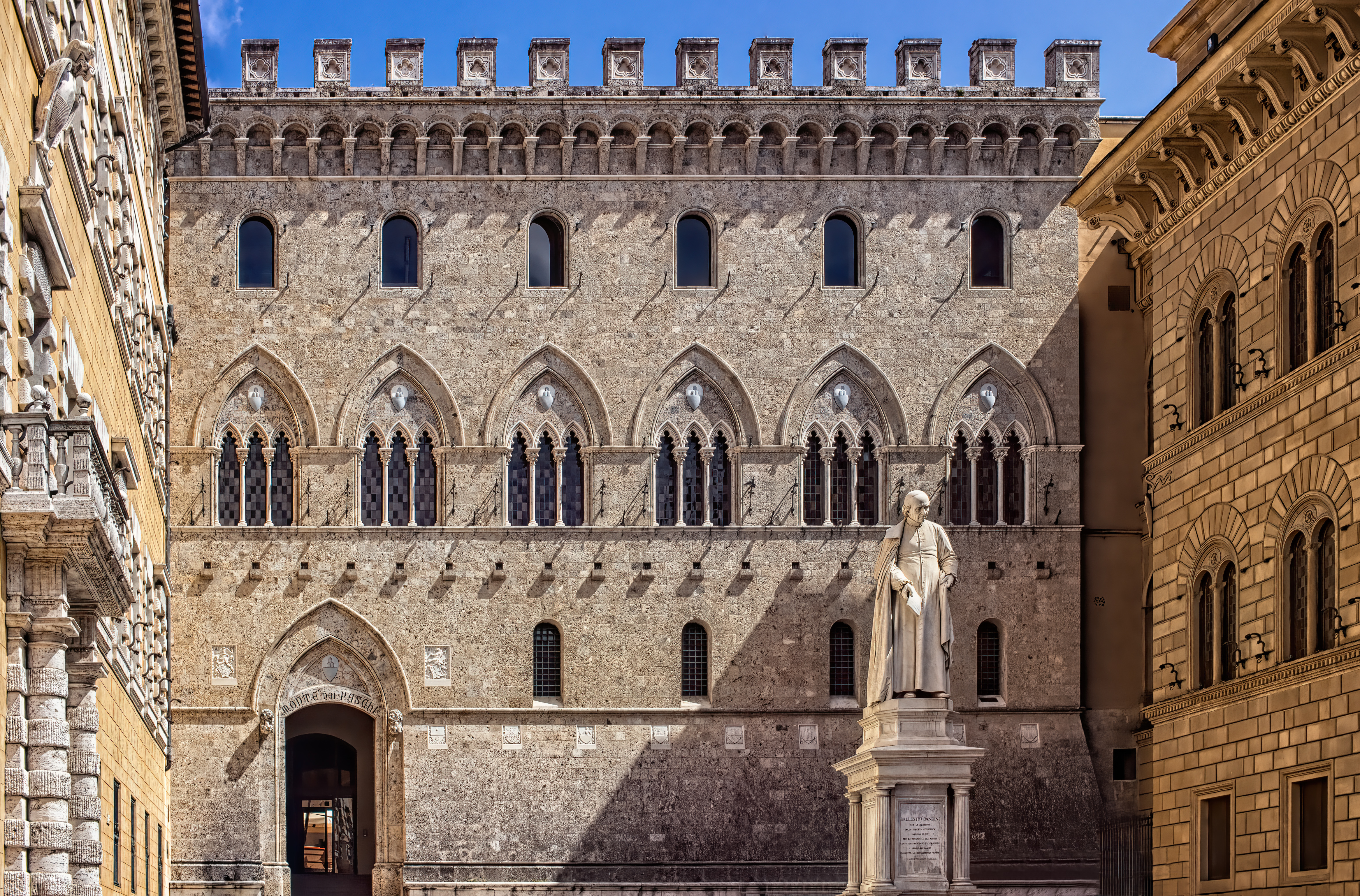
Palazzo Salimbeni, sede del Monte dei Paschi di Siena.

L'elenco delle banche più longeve (che non indica quelle più antiche per data di fondazione)
comprende invece istituzioni finanziarie tuttora in attività, che abbiano esercitato senza interruzioni fin dalla loro creazione.  Mentre vi sono 7 banche fondate nel XVII secolo e 16 fondate nel XVIII secolo la lista è aperta dalle banche, fondate nel XV e XVI secolo: Monte dei Paschi di Siena, Banco di Napoli e Berenberg Bank. Il Monte Paschi di Siena fu istituito dapprima come Monte di Pietà nel 1472, La Banca Carige, dapprima Cassa di Risparmio di Genova, fu istituita come Monte di Pietà nel 1483, il Banco di Napoli trae origine dal Monte di Pietà fondato nel 1539, mentre la banca tedesca fu fondata nel 1590 come Merchant bank ad Amburgo ed oggi è una banca d'affari e privata.

## Banche istituite prima del 1600

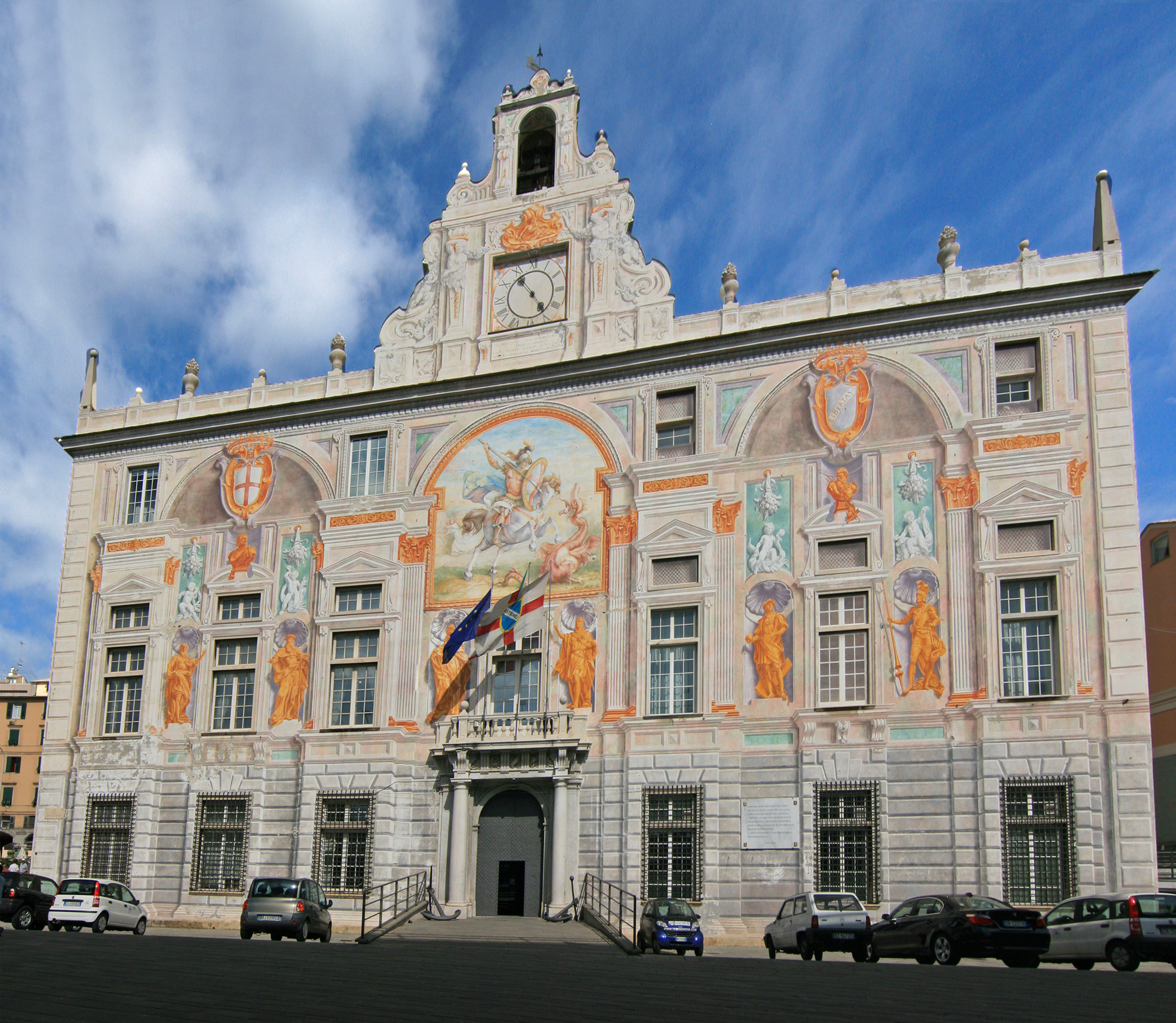
L'antica sede del Banco di San Giorgio di Genova

| Anno | Compagnia                                                 | Paese di origine                        | Paese attuale |
| ---- | --------------------------------------------------------- | --------------------------------------- | ------------- |
| 1374 | Banco Soranzo                                             | Repubblica di Venezia                   | Italia        |
| 1397 | Banco dei Medici                                          | Repubblica di Firenze                   | Italia        |
| 1407 | Banco di San Giorgio                                      | Repubblica di Genova                    | Italia        |
| 1430 | Banco Garzoni                                             | Repubblica di Venezia                   | Italia        |
| 1462 | Monte di Pietà di Perugia - Cassa di Risparmio di Perugia | Signoria di Perugia                     | Italia        |
| 1472 | Monte dei Paschi di Siena                                 | Repubblica di Siena                     | Italia        |
| 1473 | Banca del Monte di Bologna                                | Comune di Bologna                       | Italia        |
| 1475 | Banco Pisani                                              | Repubblica di Venezia                   | Italia        |
| 1483 | Monte di Pieta di Genova - Banca Carige                   | Repubblica di Genova                    | Italia        |
| 1489 | Banca del Monte di Lucca                                  | Repubblica di Lucca                     | Italia        |
| 1524 | Banco Giro                                                | Repubblica di Venezia                   | Italia        |
| 1539 | Banco di Napoli                                           | Regno di Napoli                         | Italia        |
| 1563 | Istituto Bancario San Paolo di Torino                     | Ducato di Savoia                        | Italia        |
| 1587 | Banco della Piazza di Rialto                              | Repubblica di Venezia                   | Italia        |
| 1590 | Berenberg Bank                                            | Libera città-Stato anseatica di Amburgo | Germania      |

## Banche istituite prima del 1700
| Anno | Compagnia            | Paese di origine |
| ---- | -------------------- | ---------------- |
| 1614 | Stadsbank van Lening | Paesi Bassi      |
| 1668 | Sveriges Riksbank    | Svezia           |
| 1672 | C. Hoare & Co        | Inghilterra      |
| 1674 | Metzler Bank         | Germania         |
| 1690 | Barclays Bank        | Inghilterra      |
| 1692 | Coutts & Co          | Inghilterra      |
| 1694 | Bank of England      | Inghilterra      |
| 1695 | Bank of Scotland     | Scozia           |

## Banche istituite prima del 1800
| Anno | Compagnia                    | Paese di origine |
| ---- | ---------------------------- | ---------------- |
| 1702 | Caja Madrid (ora Bankia)     | Spagna           |
| 1717 | Banco Etcheverría            | Spagna           |
| 1717 | Drummonds Bank               | Regno Unito      |
| 1727 | The Royal Bank of Scotland   | Regno Unito      |
| 1737 | Van Lanschot                 | Paesi Bassi      |
| 1760 | Banque Courtois              | Francia          |
| 1762 | Barings Bank                 | Regno Unito      |
| 1765 | Lloyds                       | Regno Unito      |
| 1774 | Fuerstlich Castell'sche Bank | Germania         |
| 1780 | Landolt & Cie                | Svizzera         |
| 1782 | Banco de España              | Spagna           |
| 1783 | Bank of Ireland              | Irlanda          |
| 1784 | Bank of New York             | Stati Uniti      |
| 1785 | Trinkaus & Burkhardt         | Germania         |
| 1787 | La Roche & Co.               | Svizzera         |
| 1792 | State Street Corporation     | Stati Uniti      |
| 1796 | Hauck & Aufhäuser            | Germania         |
| 1796 | Lombard Odier & Cie          | Svizzera         |
| 1798 | Donner & Reuschel            | Germania         |
| 1799 | JPMorgan Chase               | Stati Uniti      |

## Banche istituite prima del 1900
| Anno | Compagnia                                                               | Paese di origine |
| ---- | ----------------------------------------------------------------------- | ---------------- |
| 1800 | Banque de France                                                        | Francia          |
| 1805 | Pictet & Cie                                                            | Svizzera         |
| 1806 | State Bank of India                                                     | India            |
| 1808 | Banco do Brasil                                                         | Brasile          |
| 1810 | Brown Brothers Harriman & Co.                                           | Stati Uniti      |
| 1811 | N M Rothschild & Sons                                                   | Regno Unito      |
| 1811 | Banca di Finlandia                                                      | Finlandia        |
| 1812 | Citibank                                                                | Stati Uniti      |
| 1812 | Sparkasse Schwyz                                                        | Svizzera         |
| 1814 | De Nederlandsche Bank                                                   | Paesi Bassi      |
| 1817 | SNS Bank                                                                | Paesi Bassi      |
| 1817 | Bank of Montreal                                                        | Canada           |
| 1817 | Bank of New South Wales                                                 | Australia        |
| 1818 | Berliner Sparkasse                                                      | Germania         |
| 1818 | Danmarks Nationalbank                                                   | Danimarca        |
| 1819 | Mirabaud & Cie                                                          | Svizzera         |
| 1819 | Erste                                                                   | Austria          |
| 1820 | Nordea                                                                  | Svezia           |
| 1820 | Swedbank                                                                | Svezia           |
| 1822 | Cassa di Risparmio di Venezia                                           | Italia           |
| 1822 | Bank of the Province of Buenos Aires                                    | Argentina        |
| 1822 | DNB ASA                                                                 | Norvegia         |
| 1824 | Stadtsparkasse München                                                  | Germania         |
| 1826 | AEK Bank 1826                                                           | Svizzera         |
| 1828 | Citizens Financial Group                                                | Stati Uniti      |
| 1828 | Centreville Bank                                                        | Stati Uniti      |
| 1829 | CEC Courtelary                                                          | Svizzera         |
| 1832 | Scotiabank                                                              | Canada           |
| 1834 | Bezirkssparkasse Uster                                                  | Svizzera         |
| 1838 | Ballston Spa National Bank                                              | Stati Uniti      |
| 1838 | Clydesdale Bank                                                         | Scozia           |
| 1838 | First National Bank                                                     | Sudafrica        |
| 1839 | Provident Bank of New Jersey                                            | Stati Uniti      |
| 1840 | Montepio                                                                | Portogallo       |
| 1841 | Sberbank                                                                | Russia           |
| 1842 | People's United Bank                                                    | Stati Uniti      |
| 1846 | Banco de Portugal                                                       | Portogallo       |
| 1848 | Lazard                                                                  | Stati Uniti      |
| 1849 | Hoernerbank                                                             | Germania         |
| 1849 | Banco di Sicilia                                                        | Italia           |
| 1850 | Spar- und Leihkasse Bucheggberg                                         | Svizzera         |
| 1850 | Bank Sparhafen                                                          | Svizzera         |
| 1850 | Volksbank                                                               | Austria          |
| 1851 | Bank of the Philippine Islands                                          | Filippine        |
| 1852 | Wells Fargo                                                             | Stati Uniti      |
| 1854 | UBS                                                                     | Svizzera         |
| 1856 | Credit Suisse                                                           | Svizzera         |
| 1856 | Banque et Caisse d'Épargne de l'État                                    | Lussemburgo      |
| 1856 | Ottoman Bank                                                            | Turchia          |
| 1856 | Regions Financial Corporation - Prima First National Bank of Huntsville | Stati Uniti      |
| 1857 | Santander                                                               | Spagna           |
| 1861 | CAIXA                                                                   | Brasile          |
| 1861 | Bank of New Zealand                                                     | Nuova Zelanda    |
| 1862 | Suomen yhdyspankki                                                      | Finlandia        |
| 1863 | Crédit Lyonnais                                                         | Francia          |
| 1864 | First Horizon National Corporation - Fondata come Prima Banca Nazionale | Stati Uniti      |
| 1864 | Royal Bank of Canada                                                    | Canada           |
| 1864 | Société Générale                                                        | Francia          |
| 1865 | CEC Bank                                                                | Romania          |
| 1865 | HSBC                                                                    | Regno Unito      |
| 1865 | Allahabad Bank                                                          | India            |
| 1866 | Banca Popolare di Vicenza                                               | Italia           |
| 1867 | Canadian Imperial Bank of Commerce                                      | Canada           |
| 1868 | Sandy Spring Bank                                                       | Stati Uniti      |
| 1869 | Goldman Sachs                                                           | Stati Uniti      |
| 1869 | Dominion Bank                                                           | Canada           |
| 1870 | Commerzbank                                                             | Germania         |
| 1870 | Deutsche Bank                                                           | Germania         |
| 1871 | Handelsbanken                                                           | Svezia           |
| 1872 | BB&T                                                                    | Stati Uniti      |
| 1873 | Zions Bank                                                              | Stati Uniti      |
| 1876 | Caixa Geral de Depósitos                                                | Portogallo       |
| 1877 | Veneto Banca                                                            | Italia           |
| 1878 | Bank of the City of Buenos Aires                                        | Argentina        |
| 1879 | Bulgarian National Bank                                                 | Bulgaria         |
| 1881 | Banca Popolare di Cortona                                               | Italia           |
| 1881 | Oppenheimer                                                             | Stati Uniti      |
| 1883 | Credito Agrario Bresciano CAB                                           | Italia           |
| 1883 | Bank Mendes Gans                                                        | Paesi Bassi      |
| 1884 | Banca Cambiano                                                          | Italia           |
| 1884 | Banco Nacional de Mexico                                                | Messico          |
| 1886 | Banca Sella                                                             | Italia           |
| 1886 | Banco Francés del Río de la Plata                                       | Argentina        |
| 1888 | Banca San Paolo di Brescia                                              | Italia           |
| 1890 | Banco de Venezuela                                                      | Venezuela        |
| 1891 | Banco de la Nación Argentina                                            | Argentina        |
| 1893 | Banco de Chile                                                          | Cile             |
| 1893 | Banca d'Italia                                                          | Italia           |
| 1895 | Punjab National Bank                                                    | India            |
| 1896 | Banco de la República Oriental del Uruguay                              | Uruguay          |